# Théophile-Narcisse Chauvel
Pour les articles homonymes, voir Chauvel.
Théophile Chauvel, né à Paris le 2 avril 1831 et mort dans le 16e arrondissement de la même ville le 27 décembre 1909, est un peintre, graveur, lithographe et photographe français.

## Biographie
Élève de François-Édouard Picot (1786-1868) et de Jean-Joseph Bellel (1816-1898), Théophile Chauvel entre à l'École impériale des beaux-arts le 4 mars 1854. Il obtient la même année le second prix de Rome du paysage historique. Son premier envoi au Salon date de 1855, il s'agit d'un paysage, Souvenir du parc de Neuilly. Il peint et expose jusqu'en 1859. À cette date, il s'adonne à la pointe sèche, à la lithographie et à l'eau-forte de 1861 à 1867, représentant, entre autres, des vues de la forêt de Fontainebleau, puis des reproductions d'œuvres des maîtres de l'école de Barbizon, école de la nature où il rencontre Jules Dupré et Jean-Baptiste Camille Corot. Il est membre de la Société des aquafortistes entre 1862 et 1865, puis, plus tard, de la Société des aquafortistes français. Il retourne à la peinture avec des paysages d'Île-de-France, de la forêt de Fontainebleau et de Normandie.

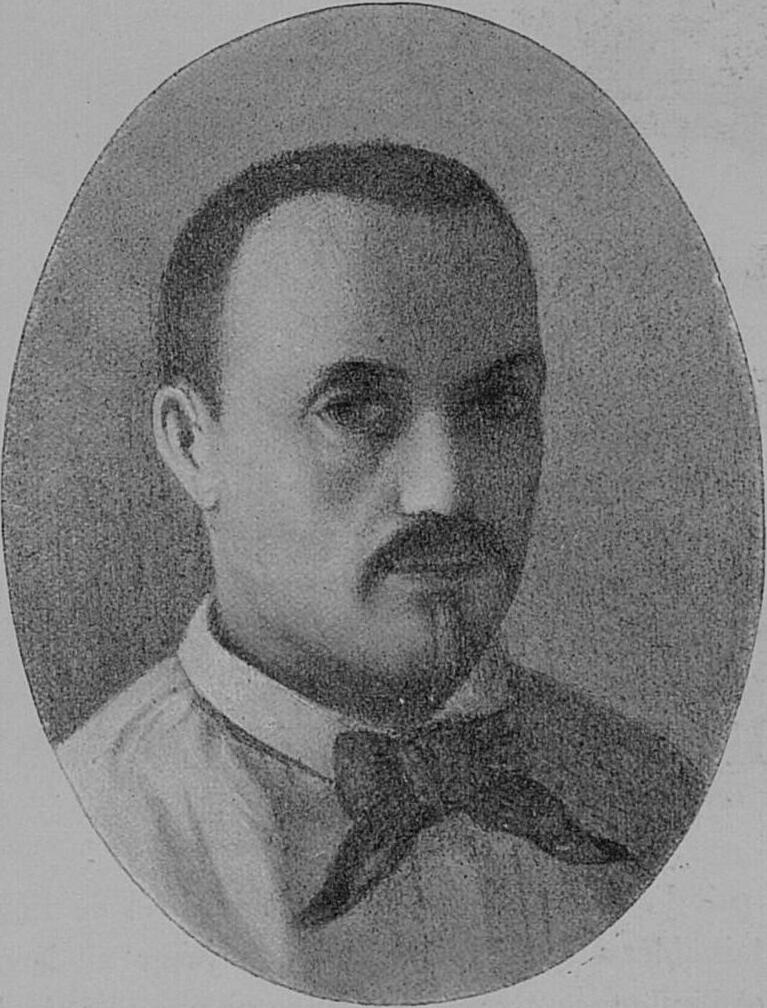
Chauvel on 1856, par lui-même.

À partir de 1874-1875, il travaille pour l'album annuel L'Eau forte en… paru chez Alfred Cadart et la revue L'Art, dont il deviendra directeur dans les années 1890, et dans laquelle sont reproduites ses estampes d'après Théodore Rousseau, Jules Dupré, Narcisse Díaz de la Peña ou Charles-François Daubigny. Mais c'est dans ses gravures d'interprétation de Corot qu'il affirme toute sa maîtrise.
Chauvel est médaillé au Salon en 1870, 1873 et 1878. Il obtient la médaille d'honneur du Salon des artistes français pour la première fois décernée à la section gravure en 1881. On lui décerne le grand prix du Salon en 1889 et en 1900.
Il est nommé chevalier de la Légion d'honneur en 1879, puis promu officier du même ordre en 1896.
Il est membre du jury, section eaux-fortes, et exposant à la première exposition internationale de blanc et noir se tenant au pavillon de Flore en 1885.
Il meurt le 27 décembre 1909 à Paris et est enterré dans la même ville au cimetière de Passy (14e division).

## Collections publiques
- Évreux, musée d'Évreux :
  - Le Parc de Neuilly, sous-bois, fusain sur papier vélin, 14,8 × 23 cm.
  - Etude d'arbres, 1893, fusain sur papier vélin, 16,4 × 23,7 cm.
  - La Vanne (une femme est assise à droite), fusain et lavis à l'encre brune sur papier vélin gris-vert, inscription en bas à gauche « ce dessin a été gravé », 25,1 × 2,8 cm.
  - Après l'orage, fusain et lavis à l'encre brune sur papier vélin gris, 25 × 32,2 cm.
  - Bottes de foin à Barbizon, 1864, pierre noire et rehauts de craie blanche sur papier vélin bleu, 23 × 30,7 cm.
  - Charrette dans une cour de ferme, 1864, pierre noire sur papier vélin, 25 × 32,5 cm.
  - Route, arbres et végétation, 1870, fusain sur papier vélin, 22,2 × 31,2 cm.
  - Chemin et arbres touffus sur la gauche, 1871, fusain, craie blanche, 30,7 × 23,9 cm.
  - Paysage de forêt, fusain sur papier vélin, 24,2 × 31,9 cm.
  - Paysage avec chemin, arbres et maisons dans le lointain, 1856, pierre noire et rehauts de craie blanche sur papier vélin gris, 48 × 29,8 cm.
  - Forêt de Fontainebleau ; rochers et arbres, 1852, pierre noire et fusain sur papier vélin, 35 × 27 cm.
  - Route de la butte aux aires, avec arbres au bord de la route, 1896, pierre noire et craie blanche sur papier vélin gris, 25,2 × 32,3 cm.
  - Route de la butte aux aires, arbres et rochers, 1896, pierre noire et craie blanche sur papier vélin gris, 32,7 × 25,1 cm.
  - Forêt de Fontainebleau, 1896, pierre noire et rehauts de craie blanche sur papier vélin vert-gris, 32 × 25 cm.
  - Chemin entre deux arbres environs de Fontainebleau, 1878, fusain sur papier vélin bleu-gris, 32,4 × 25,1 cm.
  - Un personnage marchant dans un sous-bois, 1869, croquis d'album, graphite sur papier vélin, 5,7 × 10,4 cm.
  - Une route, avec à gauche des arbres derrière une palissade, 1869, croquis d'album, graphite sur papier vélin, 5,6 × 10,3 cm.
  - Arbres dans un paysage, 1869, croquis d'album, graphite sur papier vélin, 5,4 × 10,4 cm.
  - Parc, allée conduisant à une maison, 1869, croquis d'album, graphite sur papier vélin, 5,7 × 10,3 cm.
  - Bords de rivière, une barque accostée, 1869, croquis d'album, graphite sur papier vélin, 5,7 × 10,5 cm.
  - Paysage avec arbres au bord d'une rivière, 1869, croquis d'album, graphite sur papier vélin
  - Lycidas et Meris, ou Bergers grecs auprès d'un tombeau, 1854, huile sur toile, 42,5 × 55 cm. Esquisse d'une composition sur le thème de Lycidas et Méris, 9e églogue de Virgile, pour laquelle l'artiste remporta le second prix de Rome en 1854.
  - Vue de la Forêt de Fontainebleau : la Mare aux Fées, 1871, huile sur papier cartonné, 43 × 56,5 cm.
- Nemours, Château-Musée : ensemble de gravures d'après Bonington, Corot, Troyon, Leader, Cadart,
- Paris :
  - Bibliothèque nationale de France : fonds d'estampes.
  - musée d'Orsay : fonds de 250 photographies réalisées par Théophile Chauvel et divers photographes amateurs contemporains (paysages en forêt de Fontainebleau et scènes de la vie rurale) datant des années 1890. Don de Marie-Thérèse et André Jammes en 1984.

## Estampes
- Édouard Lièvre (1828-1886), Musée universel, lithographies de Chauvel d'après des artistes contemporains, 1868.
- Estampes d'après Théodore Rousseau, Jules Dupré, Narcisse Díaz de la Peña, Charles-François Daubigny parues dans L'Art dès 1874.
- Grandes planches éditées par Adolphe Goupil (1806-1893), 1875.
- Grandes planches éditées par la galerie Georges Petit, 1876.
- Grandes gravures sur cuivre éditées par Arthur Tooth (1839-1931), 1884.

Eaux fortes de Théophile Chauvel (Éditions A. Cadart, 1874-1878)
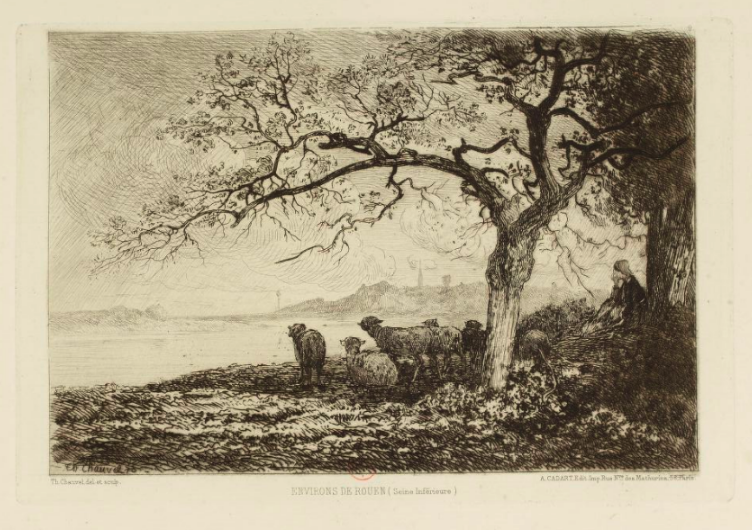
Environs de Rouen (1874).
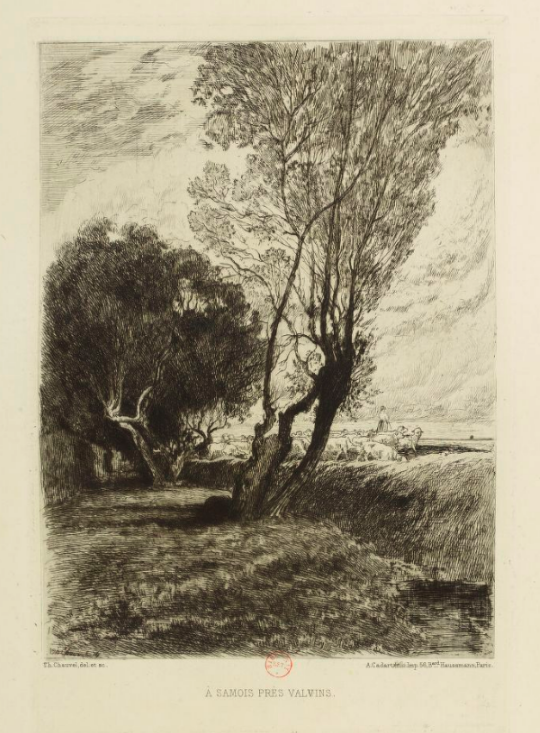
À Samois près Valvins (1875).
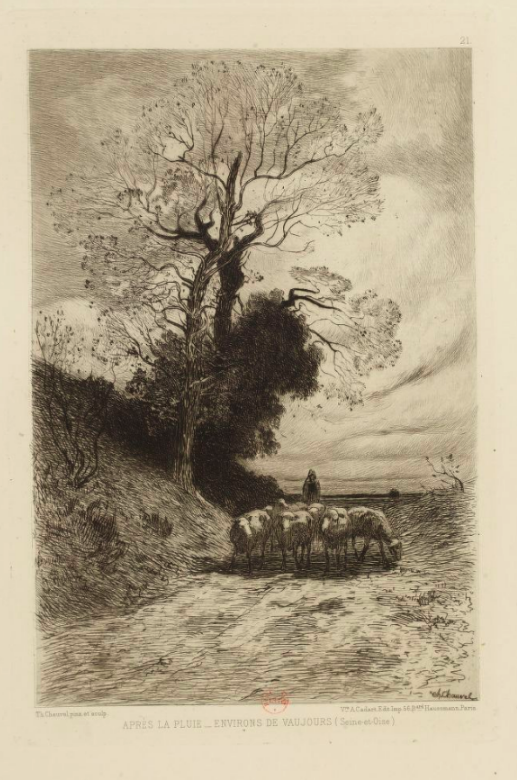
Après la pluie à Vaujours (1876).
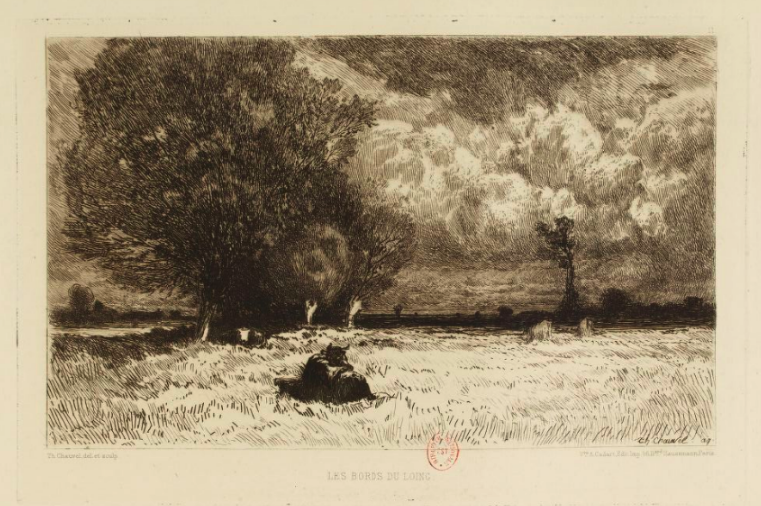
Les bords du Loing (1877).

## Élèves
- Alfred-Louis Bahuet (1862-1910).
- Émile Daumont (1834-1921)[4]
- Léonie Valmon (18..-19..)

### Iconographie
- Autoportrait, 1898, eau-forte (exemplaire sur martinez-estampes.com).
- M. Carl, Théophile Chauvel, médaillon en bronze, Paris, cimetière de Passy.